# سيد حميد (إسماعيلية)
سيد حميد (بالفارسية: سیدحمید) هي قرية وتقع في إيران في قسم إسماعيلية الريفي. يقدر عدد سكانها بـ 38 نسمة.